# Hangabtriebskraft

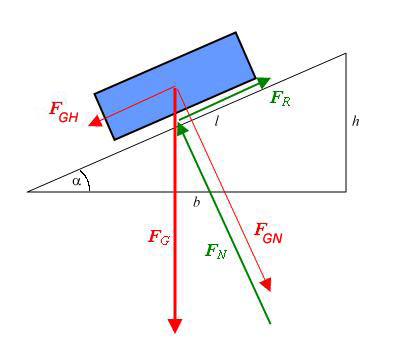
Schiefe Ebene mit dem Neigungswinkel α.
Rot ist die Gewichtskraft und ihre Zerlegung in die Komponenten. Sie werden (wenn der Körper in Ruhe bleibt) von den Kontaktkräften zwischen Körper und Unterlage neutralisiert, die an ihrem Angriffspunkt grün eingezeichnet sind.

Unter der Hangabtriebskraft {\displaystyle F_{\text{GH}}} versteht man die Komponente der Gewichtskraft, die auf einer schiefen Ebene hangabwärts gerichtet ist.

## Definition und Formeln
Die Gewichtskraft {\displaystyle F_{\text{G}}} eines Körpers wird zerlegt in:
- die Hangabtriebskraft {\displaystyle F_{\text{GH}}=F_{\text{G}}\,\sin \alpha =m\,g\,\sin \alpha } parallel zur schiefen Ebene
- eine Komponente {\displaystyle F_{\text{GN}}=F_{\text{G}}\,\cos \alpha =m\,g\,\cos \alpha } senkrecht dazu.

Die Hangabtriebskraft steigt mit zunehmendem Neigungswinkel {\displaystyle \alpha } der Ebene und ist bei 90° maximal, nämlich gleich der Gewichtskraft des Körpers. Die Normalkraftkomponente hingegen ist bei 0° maximal und nimmt mit steigendem Neigungswinkel ab.

## Auswirkungen auf die Haftreibung zum Untergrund
Der Körper bleibt in Ruhe, solange der Hangabtriebskraft {\displaystyle F_{\text{GH}}} eine gleich große Haftreibungskraft {\displaystyle F_{\text{R}}} entgegenwirkt. Wenn bei zu steiler Anstellung der Platte die Hangabtriebskraft größer wird als die maximale Haftreibungskraft {\displaystyle F_{\text{R,max}}=\mu _{H}\cdot F_{\text{N}}}, rutscht der Körper nach unten weg; dabei ist {\displaystyle \mu _{H}} der dimensionslose Haftreibungskoeffizient.
Die Normalkraft {\displaystyle F_{\text{N}}} auf den Klotz ergibt sich aus dem Kräftegleichgewicht senkrecht zur schiefen Ebene: {\displaystyle F_{\text{N}}=F_{\text{GN}}}.
Daraus errechnet sich für den maximalen Winkel, bis zu dem Haften möglich ist:
{\displaystyle {\begin{aligned}F_{\text{GH}}&=F_{\text{R,max}}\\\Leftrightarrow F_{\text{G}}\cdot \sin \alpha &=\mu _{H}\cdot F_{\text{G}}\cdot \cos \alpha \\\Leftrightarrow \tan \alpha _{\text{max}}&=\mu _{H}\end{aligned}}}.

## Beispiel
Ein Fahrzeug, welches bergab fährt, wird durch die Hangabtriebskraft beschleunigt. Gleichzeitig nimmt die Normalkraft und damit die Bodenhaftung mit zunehmendem Gefälle ab. Nimmt man die übliche Haftreibung zwischen Fahrzeug und Fahrbahn an, dann verlängert sich der Bremsweg aus beiden genannten Gründen.